# Samson Landmann
Samson Landmann (* 8. Dezember 1816 in Ansbach; † 14. November 1899 in Fürth) war ein deutscher Arzt und Kommunalpolitiker.

## Werdegang
Der jüdische Arzt Landmann war zunächst als praktischer Arzt (und Übersetzer) tätig, ab 1882 Hospitalarzt in Fürth. Er wurde 1869 in das Gemeindekollegium der Stadt Fürth gewählt und war 22 Jahre dessen erster Vorsitzender. 1881/82 war er Mitglied im Landrath von Mittelfranken.
Bei seinem Rückzug aus dem politischen Leben 1891 wurde er „wegen seiner hohen Verdienste um das Ansehen der städtischen Gremien“ zum Ehrenbürger der Stadt Fürth ernannt. Eine Straße in Fürth trägt seinen Namen.